# 新拾遺和歌集
『新拾遺和歌集』（しんしゅういわかしゅう）は、勅撰和歌集。20巻。二条為明撰。二十一代集の19番目。
貞治2年（1363年）、室町幕府第2代将軍足利義詮の執奏により後光厳天皇より綸旨が下った。貞治3年（1364年）4月20日、四季奏覧。10月、為明の死去により頓阿が継いで、12月に成る。部立は、春上下、夏、秋上下、冬、賀、離別、羇旅、哀傷、恋一二三四五、神祇、釈教、雑上中下。雑下に『拾遺和歌集』の組織をまねて雑体歌をのせた。恋および雑の部の歌作者に僧が多いのは頓阿の撰したためかという。歌風は平明である。